# Moorea-Maiao
Moʻoreʻa-Maiʻao est une commune de la Polynésie française composée des deux îles, Moorea et Maiao.
Elle a comme communes associées :
- ʻĀfareaitu : 3 674 habitants
- Haʻapiti : 4 254 habitants
- Maiào : 353 habitants
- Paopao : 4 639 habitants
- Papetoʻai (Papetoavai) : 2 345 habitants
- Teavaro : 2 567 habitants

## Géographie

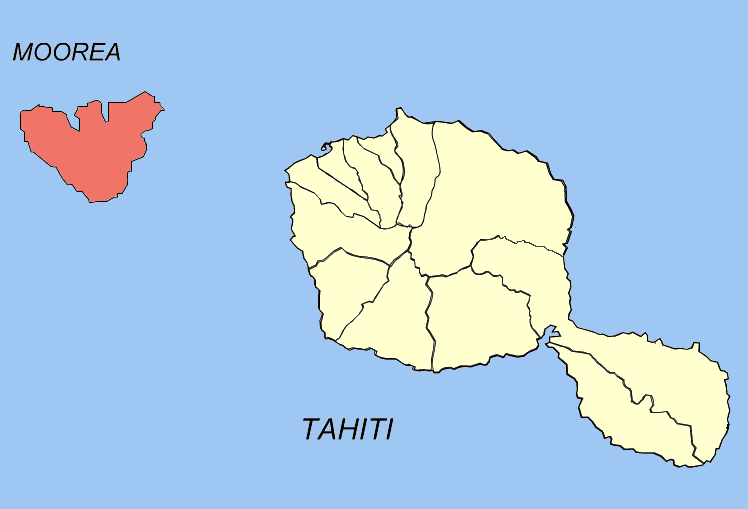
Localisation de la commune de Moorea-Maiao (en rouge)

## Politique et administration
| Période                                  | Période                         | Identité                            | Étiquette                                     | Qualité |
| ---------------------------------------- | ------------------------------- | ----------------------------------- | --------------------------------------------- | --- |
| 1972                                     | 1983                            | John Teariki                        | Here ai'a                                     | Ancien député de la Polynésie française (1961 → 1967) Conseiller à l’Assemblée de la Polynésie française → 1983) Président de l'Assemblée de la Polynésie française (1978 → 1979 puis 1980 → 1981) |
| 1983                                     | 1989                            | Franklin Brotherson                 | Tahoeraa huiraatira                           | |
| 1989                                     | 1995                            | Pierre Dehors                       |                                               | |
| 1995                                     | 2001                            | John Ienfa                          | Tahoeraa huiraatira                           | |
| 2001                                     | 2008                            | Teriitepaiatua Maihi dit Tavana Pai | Tahoeraa huiraatira                           | Horticulteur Conseiller à l’Assemblée de la Polynésie française (1990 → 1996) Maire délégué de Teavaro (1989 → 2001)                                                                               |
| 2008                                     | 2014                            | Raymond Van Bastolaer               | UPLD                                          | |
| 2014                                     | En cours (au 21 septembre 2020) | Evans Haumani                       | ex-Tahoeraa huiraatira puis Tapura huiraatira | réélu Maire |
| Les données manquantes sont à compléter. |                                 |                                     |                                               | |

## Démographie
L'évolution du nombre d'habitants est connue à travers les recensements de la population effectués dans la commune depuis 1971. À partir de 2006, les populations légales des communes sont publiées annuellement par l'Insee, mais la loi relative à la démocratie de proximité du 27 février 2002 a, dans ses articles consacrés au recensement de la population, instauré des recensements de la population tous les cinq ans en Nouvelle-Calédonie, en Polynésie française, à Mayotte et dans les îles Wallis-et-Futuna, ce qui n’était pas le cas auparavant. Pour la commune, le premier recensement exhaustif entrant dans le cadre du nouveau dispositif a été réalisé en 2002, les précédents recensements ont eu lieu en 1996, 1988, 1983, 1977 et 1971.
En 2017, la commune comptait 17 816 habitants, en augmentation de 3,37 % par rapport à 2012
| 1971  | 1977  | 1983  | 1988  | 1996   | 2002   | 2007   | 2012   | 2017   |
| ----- | ----- | ----- | ----- | ------ | ------ | ------ | ------ | ------ |
| 5 058 | 5 788 | 7 249 | 9 032 | 11 965 | 14 471 | 16 490 | 17 236 | 17 816 |

| 2022   | - | - | - | - | - | - | - | - |
| ------ | - | - | - | - | - | - | - | - |
| 18 201 | - | - | - | - | - | - | - | - |

## Services publics
La commune associée d'Afareaitu accueille le collège et le Centre d'éducation aux technologies appropriées au développement (CETAD).

## Culture locale et patrimoine

### Lieux et monuments
- Église Saint-Joseph de Paopao.
- Église de la Sainte-Famille de Haapiti.
- Chapelle Saint-Joseph de Paopao.
- Temple protestant d'Afareiatu.
- Temple protestant de Haapiti.
- Temple Ebenezer de Papetoai.

### Sport
Le bourg de Maʻatea dispose de son propre stade, le Stade de Maatea, qui accueille une des principales équipes de football de l'île, l'AS Temanava.

### Personnalités
- John Teariki (1914-1983), né à ʻĀfareaitu, ancien député.
- Teriitepaiatua Maihi né à ʻĀfareaitu, ancien maire de la commune de Moʻoreʻa-Maiào et ancien maire délégué de la commune de Teavaro.